# Алабугин, Фёдор Андреевич

Памятник Героям Советского Союза и Социалистического Труда в с. Миасском

Фёдор Андре́евич Ала́бугин (30 января [12 февраля] 1912, Фроловка, Оренбургская губерния — 3 августа 1991, Копейск, Челябинская область) — участник Великой Отечественной войны, понтонёр 15-го отдельного моторизованного понтонно-мостового батальона 6-й понтонно-мостовой бригады Воронежского фронта, Герой Советского Союза (10.01.1944), сержант. После войны работал заместителя председателя колхоза, мастером производственного обучения в ПТУ.

## Биография
Фёдор Алабугин родился 30 января (12 февраля) 1912 года в крестьянской семье в посёлке Фроловском Миасского станичного юрта Челябинского уезда Оренбургской губернии, который относился к Войсковой территории Челябинского уезда (3-й военный отдел Оренбургского казачьего войска), ныне деревня Фроловка входит в Берёзовское сельское поселение Красноармейского района Челябинской области. Русский.
После получения начального образования устроился на работу трактористом. 
В 1935—1937 годах проходил срочную службу в Рабоче-крестьянской Красной Армии мотористом катера в составе 15-го отдельного понтонно-мостового батальона на Дальнем Востоке. После армии продолжил работу трактористом.
Челябинский городской военный комиссариат вновь призвал его в Рабоче-крестьянскую Красную Армию в августе 1941 года, продолжил службу в том же батальоне.
Начал участвовать в боях с июля 1942 года. Ефрейтор Алабугин, тогда ещё кандидат в члены ВКП(б) и понтонёр 15-го отдельного моторизованного понтонно-мостового батальона, отлично проявил себя во время форсирования Днепра и захвата букринского плацдарма, а именно в районе села Гребени. 25 сентября — 8 октября 1943 года он организовал переправу на правый берег 2340 человек. Кроме того, было переправлено 17 орудий, 2150 ящиков с боеприпасами и множество прочего военного имущества.
В 1943 году вступил в ВКП(б), в 1952 году партия переименована в КПСС.
Указом Президиума Верховного Совета СССР «О присвоении звания Героя Советского Союза генералам, офицерскому, сержантскому и рядовому составу Красной Армии» от 10 января 1944 года за «образцовое выполнение боевых заданий командования на фронте борьбы с немецко-фашистскими захватчиками и проявленные при этом отвагу и геройство» с вручением ордена Ленина и медали «Золотая Звезда».
Участник Парада Победы в Москве.
После окончания войны демобилизовался в звании сержанта и работал на посту заместителя председателя колхоза в родном селе до 1951 года, когда перебрался в Копейск.
С 1951 года проживал в городе Копейске Челябинской области. Работал мастером на деревообделочном комбинате, затем — мастером производственного обучения в ПТУ. Уделял большое внимание военно-патриотической работе с молодежью.
Фёдор Андреевич Алабугин умер 3 августа 1991 года в городе Копейске Челябинской области. Похоронен на Центральном кладбище города Копейска.

## Награды
- Герой Советского Союза, 10 января 1944 года[5][6][7]
  - Орден Ленина
  - Медаль «Золотая Звезда» № 2474
- Орден Красного Знамени, 31 октября 1943 года[8]
- Орден Отечественной войны I степени, 6 апреля 1985 года[9]
- Медаль «За отвагу», 20 января 1943 года[10]

## Память
- Бюст на Аллее Героев в городе Копейске
- Мемориальная доска установлена на здании ГВК города Копейска Челябинской области[1].
- Мемориальная доска на здании школы в деревне Фроловке.
- Упомянут на памятнике Героям Советского Союза и Социалистического Труда в селе Миасское Челябинской области.